# Sri Vaishnava
Die Sri Vaishnava-Tradition (Śrī Vaiṣṇavam, Śrī Vaiṣṇava Sampradaya, manchmal auch als „tamilischer Vishnuismus“ bezeichnet) ist eine der vier großen Unterströmungen des Vishnuismus. Die Sri Vaishnava-Tradition beruft sich neben den Veden, Agamas und Puranas als Grundlage auf die Gedichte der Alvars und wurde vom Theologen und Philosophen Ramanuja wesentlich geprägt.

## Geschichte
Die zwölf großen Vishnu-Verehrer der Vorzeit, die Alvars, werden von Sri-Vaishnavas als die ersten Sri-Vaishnavas überhaupt angesehen. Stellvertretend für alle Alvars findet man bis heute Nammalvar in der Reihenfolge der Sri-Vaishnava-Lehrer. Der erste echte Nachweis der Tradition findet sich in Form einer Inschrift am Tirupati Tempel, die auf das Jahr 966 CE datiert wurde.
Der Alvar Madurakavi Alvar ist laut Tradition das Bindeglied zwischen den Alvars der Vorzeit und den früh- bzw. hochmittelalterlichen Lehrern, da ein Schüler von ihm Zeitgenosse der frühen Lehrer war. Er wies laut Tradition dem Weisen und Lehrer Nathamuni den Weg, wie die verloren gegangenen Gedichte der Alvars wieder zu gewinnen sind. Die Folge der frühen Lehrer bis hin zu Ramanuja ist:
- Nathamuni (Mitte 9. Jahrhundert[4])
- Uyyakkondar (auch Pundarikaksha)[5]
- Manakkal Nambi (auch Rama Misra)[6]
- Alavandhar (auch Yamunacharya, vermutlich 980–1060)[7]
- Peria Nambi (auch Parankusa Dasa, vermutlich 997–1102)[8]
- Ramanuja (auch Emperumanar, vermutlich 1050–1137)

Weitere 8 Lehrer, die nach Ramanuja kamen, werden auch zu den frühen Lehrern gezählt, der letzte war Manavala Mamunigal (ca. 1370–1450). Hierauf folgen die späten Lehrer, deren Linien sich bis in die heutige Zeit erstrecken. Relativ bekannte heute tätige Lehrer der Tradition sind (mit dem Titel Acharya) Chinna Jeeyar Swami, Yadugiri Yathiraja Narayana Ramanuja Jeeyar sowie als Lehrer ohne den Titel Acharya und D.A. Joseph.

## Heutige Bedeutung
Die Sri-Vaishnava-Tradition ist in Kooperation mit der indischen Regierung für den Tempel-Betrieb in (fast) allen der 106 in Indien befindlichen Divya Desams (divya = „heilig“, deśa = „Ort“, Orte die von den Alvars in ihren Gedichten gepriesen wurden) verantwortlich. Darunter sind sehr bedeutende Tempel wie der Sri Ranganathaswamy-Tempel in Srirangam, der vorläufig als UNESCO-Weltkulturerbe anerkannt worden ist, und der Tirumala Tirupati Tempel, den am stärksten besuchten Hindutempel der Welt.

## Verbreitung
Bedingt durch die indische Diaspora gibt es heute auch Sri-Vaishnava-Tempel in Australien, den USA, Kanada, England und anderen Ländern. In Deutschland gibt es aktive Sri-Vaishnavas im Raum München, Saarbrücken und Hamburg. Vor allem durch Initiativen von Chinna Jeeyar Swami gibt es mittlerweile weltweit Ausbildungsprogramme für Kinder und Jugendliche, die die Grundlagen der Tradition vermitteln.